# Бановићи (село)
Бановићи (село) су насељено мјесто у Босни и Херцеговини, у општини Бановићи, које административно припада Федерацији Босне и Херцеговине. Према попису становништва из 2013. у насељу је живјело 2.510 становника.

## Становништво
| Националност       | 1991.          | 1981.          | 1971.          |
| Муслимани          | 2.311 (98,17%) | 2.142 (94,48%) | 1.897 (97,98%) |
| Срби               | 8 (0,34%)      | 21 (0,92%)     | 26 (1,34%)     |
| Хрвати             | 3 (0,12%)      | 1 (0,04%)      | 0              |
| Југословени        | 21 (0,89%)     | 97 (4,28%)     | 3 (0,15%)      |
| остали и непознато | 11 (0,46%)     | 6 (0,26%)      | 10 (0,52%)     |
| Укупно             | 2.354          | 2.267          | 1.936          |